# Нюхалов, Северьян Васильевич
Северьян Васильевич Нюхалов (1844—1907) — российский архитектор, гражданский инженер. Енисейский губернский архитектор (1874—1882).

## Проекты и постройки

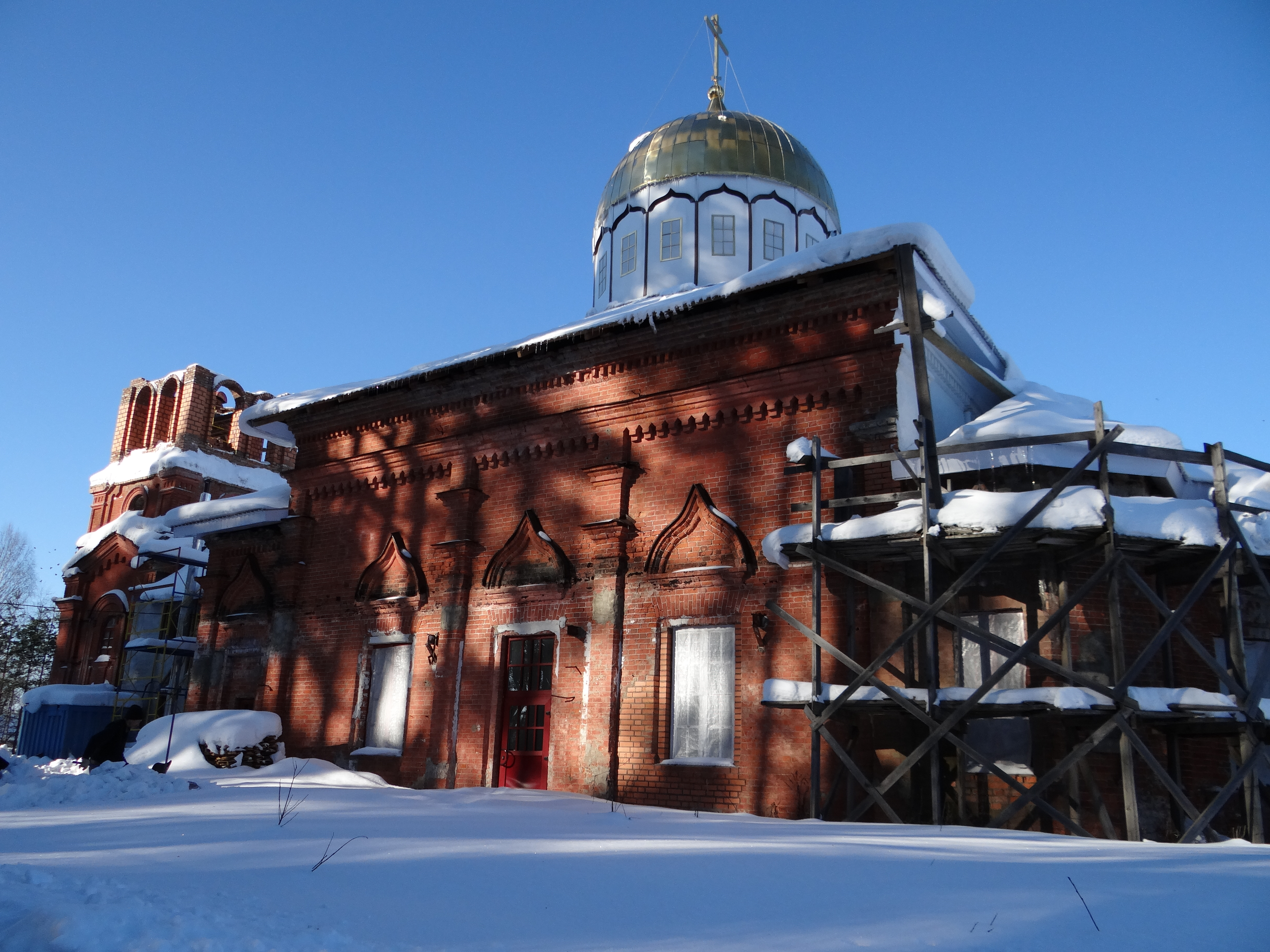
Церковь Св. Александра Невского. Постройка 1903 года в Пудоже

Им построены каменная церковь в городе Пудож (в Республике Карелия), с. Уря, Церковь Рождества Пресвятой Богородицы в с.Шуя (1890, утрачено),  деревянные церкви в селах Усть-Ось, Скрипочникова, плашкоут через р. Енисей, здание больницы для заразных больных в Красноярске, первое специальное женское общеобразовательное учебное заведение в Красноярске (пр. Мира, 83, объект культурного наследия федерального значения).